# علم تشاد
علم تشاد هو العلم الوطني لدولة تشاد، وهو يتكون من ثلاثة ألوان عمودية من اليسار إلى اليمين وهي الأزرق والأصفر والأحمر، أخذت فكرة العلم التشادي من علم فرنسا وعلم إثيوبيا ويشبه علم رومانيا لكن مع اختلاف درجات الألوان.

## الوصف
كان من المفترض أن تكون ألوان العلم التشادي مزيجاً من ألوان الأزرق والأبيض والأحمر كما هو موضح في علم فرنسا مع ألوان القومية الأفريقية الأخضر والأصفر والأحمر كما هو موضح في علم إثيوبيا. علاوة على ذلك، يمثل اللون الأزرق بحيرة تشاد ويمثل اللون الأصفر الصحراء الكبرى في شمال أفريقيا بينما يمثل اللون الأحمر دم الشهداء.
تم تبني العلم بالقانون رقم. 59/13 للجمهورية المتمتعة بالحكم الذاتي واحتفظ به عند الاستقلال في عام 1960. وعلى الرغم من العديد من الاضطرابات السياسية داخل تشاد منذ الاستقلال، لم يغير العلم.

## الألوان
| (1959–حتى الآن)               | أزرق    | أصفر      | أحمر      |
| ----------------------------- | ------- | --------- | --------- |
| النموذج اللوني أحمر أخضر أزرق | 0-32-91 | 252-205-0 | 200-16-46 |
| ألوان الويب                   | #00205B | #FFCD00   | #C8102E   |

## التشابه مع العلم الروماني
علم تشاد مطابق تقريبًا لعلم رومانيا، ولكن تختلف درجة الألوان في علم تشاد. استخدمت رومانيا العلم منذ عام 1866، عندما ظهر لأول مرة في شكله الحالي في الأفلاق. وكان يستخدم رسميًا من عام 1848 حتى عام 1948، عندما حل محله علم جمهورية رومانيا الاشتراكية. بدأت تشاد في استخدام علمها الحالي في عام 1960 بعد استقلالها عن حكم الاستعمار الفرنسي. فعندما تبنت تشاد علمها، كان علم رومانيا مختلفاً: فقد وضعت الحكومة الشيوعية شعارًا في وسط العلم. ولكن عندما أطيح بها في عام 1989 أزيلت الشارة، فعاد علم رومانيا إلى نسخة ما قبل الحرب العالمية الثانية التي تشبه النسخة التي اعتمدتها تشاد.
أثارت الأزمة بين رومانيا وتشاد قلق الحكومة التشادية في بعض الأحيان؛ وطلبوا في عام 2004 أن تنظر الأمم المتحدة في الأمر على أنه قضية. وردًا على ذلك قال الرئيس الروماني إيون إيليسكو لوسائل الإعلام، «الألوان الثلاثة ملك لنا. لن نتخلى عن الألوان الثلاثة».

## أعلام تاريخية

علم إمبراطورية كانيم-بورنو بحسب أنجيلينو دولسيرت (1339)
علم بورنو (خليفة كانم) بحسب غابرييل دي فالسيكا (1439)
العلم الاستعماري لتشاد الفرنسية كجزء من أفريقيا الاستوائية الفرنسية (1900-1959)
علم حكومة تشاد الفرنسية الحرة بقيادة بيير أوليفييه لابي (1940-1942)
علم بيير أوليفييه لابي الشخصي كحاكم تشاد (1940-1942)
علم المجتمع الفرنسي